# Мост Фридриха Эберта (Дуйсбург)
Мост Фридриха Эберта (нем. Friedrich-Ebert-Brücke) — автодорожный висячий мост через Рейн в городе Дуйсбург (Германия, федеральная земля Северный Рейн-Вестфалия). Мост соединяет городские районы Рурорт и Хомберг. Мост назван в честь видного немецкого социал-демократа, одного из ведущих деятелей СДПГ, первого рейхспрезидента Веймарской республики Фридриха Эберта.

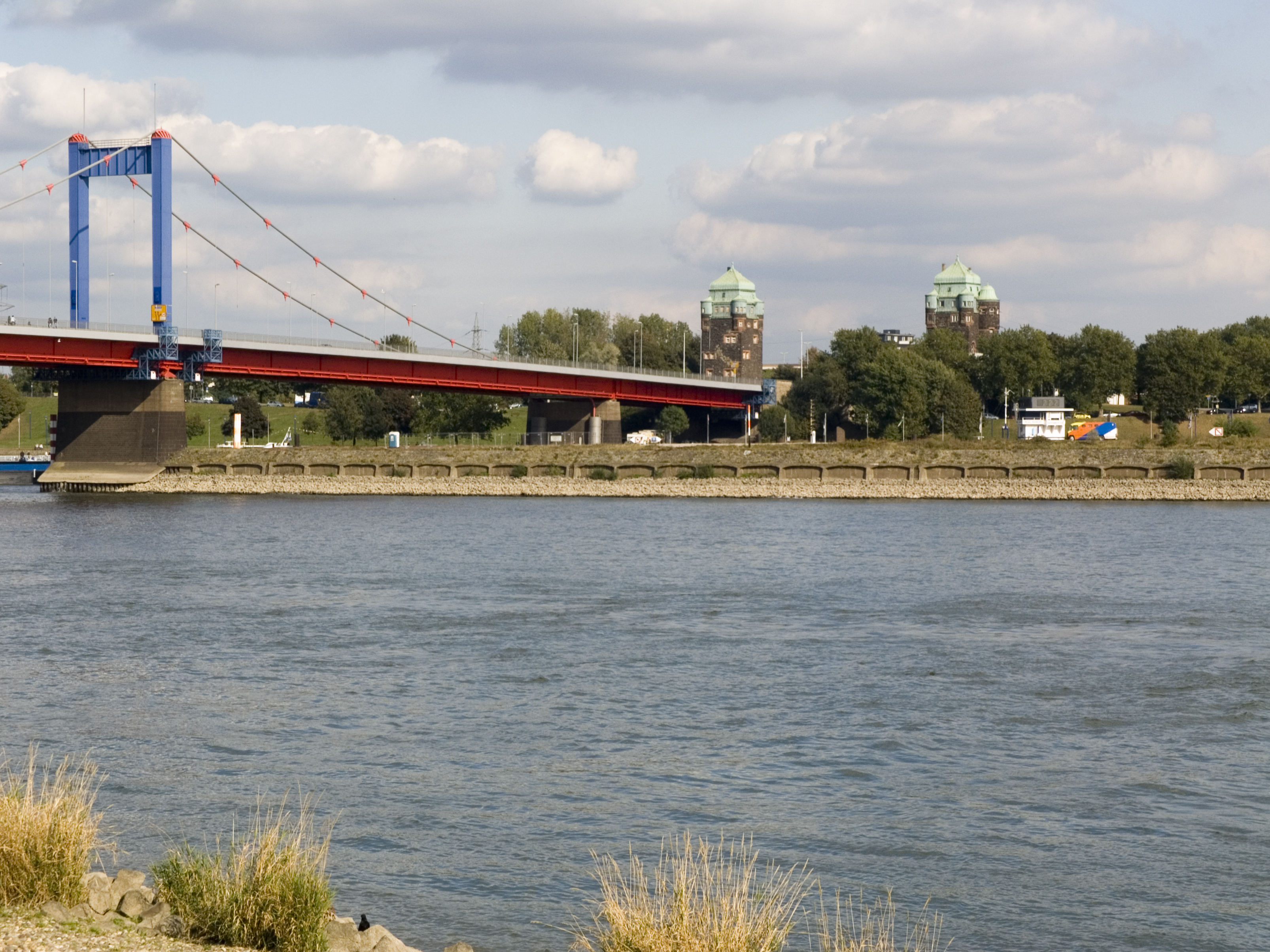
Вид на Рурорт и Brückenturm

## История
Первые попытки строительства моста через Рейн между городом Хомберг (в состав Дуйсбурга вошёл в 1975 году) и Рурортом (в состав Дуйсбурга вошёл в 1905 году) были предприняты в 1872 году. Однако, власти Пруссии не дали разрешение на строительство, опасаясь того, что мост может облегчить форсирование Рейна враждебной французской армией. Поэтому дело закончилось открытием паромного сообщения. От паромной переправы до наших дней сохранилась башня на левом берегу Рейна (со стороны Хомберга).

Во времена Германской империи в новых политических условиях в 1903 году было принято решение о строительстве мостового перехода Хомберг-Рурорт. Открытый конкурс на строительство моста выиграла компания Entwurf der Bauunternehmung Grün & Bilfinger oHG из Мангейма. Строительство было поручено профессору архитектуры Герману Биллингу. Строительство моста было начато в 1904 году, а движение по мосту было открыто три года спустя. Мост получил имя адмирала Шеера (нем. Admiral-Scheer-Brücke). Это был стальной арочный мост. В качестве противовеса мостовому полотну на правом берегу Рейна (со стороны Рурорта) были сооружены две массивные башни (нем. Brückenturm), сохранившиеся до наших дней. В башнях также располагались офисы, в которых взималась пошлина за пользование мостом.

Мост им. Адмирала Шеера был взорван в 1945 году. В 1951—1954 годах на этом месте был сооружен новый висячий мост. Мост представляет собой висячий мост общей длиной 599 м и имеет три пролёта со схемой: 128,4 м — 285,5 м — 128,4 м. В 1999—2003 годах мост был реконструирован, расширен и усилен. Полотно моста имеет ширину 24,5 м и имеет 4 полосы для движения автомобилей, а также пешеходно-велосипедные дорожки с каждой стороны моста.